# No Excuses
No Excuses é uma canção pelo Alice in Chains, aparecendo no EP Jar Of Flies, de 1994. O som da canção (e de todo o EP) é diferente dos trabalhos mais conhecidos da banda, que são mais pesados. Os riffs de guitarra de Jerry Cantrell se situam sob acordes suspensos (acordes sus, onde a  terça - maior or menor - é omitida, substituída por uma quarta perfeita - assim como na canção - ou uma segunda maior), assim como a levada leve e sincopada de Sean Kinney, ajudam a dar um  ar alegre (incomum às canções da banda até então.) à canção. "No Excuses" recebeu moderado airplay nas rádios de rock alternativas e é considerada um staple grunge. Foi escrita por Jerry Cantrell sobre sua frustração com Layne Staley e seu vício em drogas e sobretudo a força da amizade entre eles. Jerry Cantrell e Layne Staley dividem os vocais, sendo a voz de Cantrell a mais predominante na canção.